# Colocasia coryli
Colocasia coryli је врста ноћног лептира (мољца) из породице Noctuidae.

## Распрострањење
Врста се налази у Европи и Азији. На северу ареал распрострањења обухвата северну Скандинавију, док је на југу врста органичена на планинска подручја западне и северне Шпаније, Сицилије, Грчке, Румуније и Мале Азије. На истоку опсег се протеже преко Палеарктика до Бајкалског језера. У Алпима се налази на надморској висини до 1600 метара.
У Србији се среће од низијских подручја до висина до 1500 метара надморске висине.

## Опис
Распон крила је 27-35 мм. Основна боја предњих крила је промењљива, сребрна до браонкасто-сива. Базална област предњег крила је тамнија до средњег поља, а блеђа у дисталном пољу. Задња крила су бледа.

## Биологија
Одрасле јединке лете од априла до септембра. Ларва је окер боје са седим длачицама, дорзална линија је тамна. У Европи ларве се хране лишћем разних дрвенастих биљака као што су леска, храст, буква, бреза, граб.